# 1992-es Fiatal Zenészek Eurovíziója
Az 1992-es Fiatal Zenészek Eurovíziója volt a hatodik Fiatal Zenészek Eurovíziója, melyet Belgium fővárosában, Brüsszelben rendeztek meg. A helyszín a Cirque Royal volt. Az elődöntőre 1992. június 3-án és 4-én, a döntőre június 9-én került sor. Az Eurovíziós Dalfesztivállal ellenben itt nem az előző évi győztes rendez, hanem pályázni kell a rendezés jogára. Az 1990-es verseny a holland Nick van Oosterum győzelmével zárult, aki zongora-versenyművét adta elő Bécsben.

## A helyszín és a verseny
A verseny pontos helyszíne a Belgium fővárosában, Brüsszelben található Cirque Royal volt.
| Belgium Brüsszel |

## A résztvevők
Először vett részt a versenyen Lengyelország és Magyarország, melyek így az első olyan országok lettek, melyek debütálásuk évében nem voltak tagjai a versenyt szervező EBU-nak: a szervezethez egy évvel később csatlakoztak. Míg előbbi bemutatkozása sikeres volt (Németország és Hollandia után harmadikként rögtön az első versenyzőjük győzni tudott), addig utóbbi kiesett az elődöntőben.
Ez volt az utolsó alkalom, hogy Jugoszlávia részt vett, habár területe már csak a mai Szerbia, Koszovó és Montenegró területére korlátozódott. A következő versenyen debütált három volt tagállam, Horvátország, Macedónia és Szlovénia.
Huszonnégy ország szerepelt a versenyen, melyek közül nyolc jutott tovább a döntőbe. Tizennyolc ország, ebből pedig tizennégy versenyzője ismert, illetve kérdéses Görögország és Olaszország részvétele.
Magyarország első alkalommal vett részt a versenyen, de nem jutott be a döntőbe. A magyar versenyző Zádory Édua hegedűművész volt.

## Zsűri
- Carlos Païta (Zsűrielnök)
- Carole Dawn Reinhart
- Noël Lee
- Arnold Baren
- Clemens Quatacker
- Walter Boeykens
- Aldo Ciccolini
- Frédéric Lodéon
- Ursula Górniak

## Elődöntő
Az elődöntőt 1992. június 3-án és 4-én rendezték összesen huszonnégy ország részvételével. A továbbjutókról a szakmai zsűri döntött. Nyolc ország jutott tovább a döntőbe.
| # | Ország             | Zenész                      | Hangszer  | Darab (Szerző) | Eredmény     |
| - | ------------------ | --------------------------- | --------- | -------------- | ------------ |
|   | Ausztria           | Andreas Schablas            | klarinét  |                | Továbbjutott |
|   | Belgium            | Marie Hallynck              | cselló    |                | Továbbjutott |
|   | Ciprus             | Manólisz Neofítu            | zongora   |                | Kiesett      |
|   | Dánia              | Marie Rørbech               | zongora   |                | Továbbjutott |
|   | Egyesült Királyság | Frederick Kempf             | zongora   |                | Továbbjutott |
|   | Finnország         | Helen Lindén                | cselló    |                | Továbbjutott |
|   | Franciaország      | Vanessa Wagner              | zongora   |                | Kiesett      |
|   | Hollandia          |                             |           |                | Kiesett      |
|   | Írország           |                             |           |                | Kiesett      |
|   | Jugoszlávia        | Ognjen Popović              | klarinét  |                | Kiesett      |
|   | Lengyelország      | Bartłomiej Nizioł           | hegedű    |                | Továbbjutott |
|   | Magyarország       | Zádory Édua                 | hegedű    |                | Kiesett      |
|   | Németország        | Florence Sitruk             | hárfa     |                | Kiesett      |
|   | Norvégia           | Henning Kristofer Kraggerud | hegedű    |                | Továbbjutott |
|   | Portugália         |                             |           |                | Kiesett      |
|   | Spanyolország      | Antonio Serrano             | harmonika |                | Továbbjutott |
|   | Svájc              | Ariane Häring               | zongora   |                | Kiesett      |
|   | Svédország         |                             |           |                | Kiesett      |
|   | Ismeretlen ország  |                             |           |                | Kiesett      |
|   | Ismeretlen ország  |                             |           |                | Kiesett      |
|   | Ismeretlen ország  |                             |           |                | Kiesett      |
|   | Ismeretlen ország  |                             |           |                | Kiesett      |
|   | Ismeretlen ország  |                             |           |                | Kiesett      |
|   | Ismeretlen ország  |                             |           |                | Kiesett      |

## Döntő
A döntőt 1992. június 9-én rendezték meg nyolc ország részvételével. A végső döntést a szakmai zsűri hozta meg.
| #  | Ország             | Zenész                      | Hangszer  | Darab (Szerző)                                                                                    | Helyezés |
| -- | ------------------ | --------------------------- | --------- | ------------------------------------------------------------------------------------------------- | -------- |
| 01 | Lengyelország      | Bartłomiej Nizioł           | hegedű    | Concerto for Violin and Orchestra in D Major, Op. 77 (Johannes Brahms)                            | 1.       |
| 02 | Finnország         | Helen Lindén                | cselló    | Concerto for Cello and Orchestra in E Minor, Op. 85: Adagio-moderato. Lento (Edward Elgar)        | —        |
| 03 | Belgium            | Marie Hallynck              | cselló    | Concerto for Cello and Orchestra No. 1: Allegretto (Dmitrij Sosztakovics)                         | 3.       |
| 04 | Norvégia           | Henning Kristofer Kraggerud | hegedű    | Concerto for Violin and Orchestra in D Major: Finale - Allegro - Vivacissimo (Pjotr Csajkovszkij) | —        |
| 05 | Ausztria           | Andreas Schablas            | klarinét  | Concerto for Clarinet and Orchestra in A Major, KV. 622: Rondo: Allegro (Wolfgang Amadeus Mozart) | —        |
| 06 | Egyesült Királyság | Frederick Kempf             | zongora   | Rhapsody on a Theme of Paganini, Op. 43 (excerpt) (Sergey Rachmaninov)                            | —        |
| 07 | Dánia              | Marie Rørbech               | zongora   | Concerto for Piano and Orchestra No. 3: Allegro vivace (Bartók Béla)                              | —        |
| 08 | Spanyolország      | Antonio Serrano             | harmonika | Concerto for Harmonica and Orchestra, Op. 46: I-III (Malcolm Arnold)                              | 2.       |

## Közvetítő országok
- Belgium – Télé 21, Radio 3
- Németország – ZDF
- Svájc – Svizzera 4, Espace 2 (élőben)

## Térkép

A döntő résztvevői
Az elődöntőben kiesett országok
Országok, melyek korábban részt vettek, de ebben az évben nem